# Sede titolare di Leucade
Leucade (in latino Leucadensis) è una sede arcivescovile titolare della Chiesa cattolica.

## Storia
Leucade, capoluogo dell'isola omonima in Grecia, è stata un'antica sede episcopale della provincia romana dell'Epirus Vetus nella diocesi civile di Macedonia, il cui primo vescovo, storicamente documentato fu Germano, che nel mese di novembre 879 fu presente alla seduta di apertura del  concilio di Costantinopoli dove fu riabilitato il patriarca Fozio.
Non è documentata l'esistenza di una diocesi di rito latino durante l'epoca delle crociate, come diversamente è avvenuto in altre parti della Grecia.
Leucade è ancora oggi una sede vescovile della Chiesa ortodossa di Grecia con il nome di metropolia di Leucade e Itaca.
Dal 1929 Leucade è annoverata tra le sedi arcivescovili titolari della Chiesa cattolica; la sede è vacante dal 21 settembre 1974. Il titolo è stato assegnato a quattro vescovi: Pierre Chatelus, vescovo dimissionario di Nevers; Liberato Tosti, nunzio apostolico; Alfonso Espino y Silva, arcivescovo coadiutore di Monterrey; e Ivan Bučko, visitatore apostolico per i fedeli ucraini cattolici di rito bizantino, residenti in Europa occidentale.

## Cronotassi degli arcivescovi titolari
- Pierre Chatelus † (22 aprile 1932 - 25 febbraio 1943 deceduto)
- Liberato Tosti † (5 settembre 1946 - 20 ottobre 1950 deceduto)
- Alfonso Espino y Silva † (15 maggio 1951 - 29 luglio 1952 succeduto arcivescovo di Monterrey)
- Ivan Bučko † (27 aprile 1953 - 21 settembre 1974 deceduto)